# گورستان کاسه کران
قبرستان کاسه کران مربوط به هزاره سوم و ۲ قبل از میلاد - عصر آهن - دوره اشکانیان است و در شهرستان گیلانغرب، بخش مرکزی، دهستان چله، ۷۰۰ متری شرق روستای کاسه کران واقع شده و این اثر در تاریخ ۲۶ اسفند ۱۳۸۷ با شمارهٔ ثبت ۲۵۷۶۱ به‌عنوان یکی از آثار ملی ایران به ثبت رسیده است.